# Evans Nyabaro
Evans Nyabaro, detto Valdo (5 marzo 1977), è un ex calciatore keniota, di ruolo centrocampista.

## Carriera

### Club
Nyabaro cominciò la carriera con la maglia del Mathare United. Fu poi messo sotto contratto dai norvegesi dello Start, con cui conquistò la promozione nella Tippeligaen nel campionato 1999. Esordì nella massima divisione norvegese in data 9 aprile 2000, quando fu titolare nella sconfitta per 4-2 sul campo del Bryne. Lo Start retrocesse alla fine del campionato, ma riconquistò la promozione nel 2001. Nel 2003, Nyabaro passò agli svedesi dello Sleipner, dove rimase fino al 2010.

### Nazionale
Rappresentò il Kenya dal 1996 al 2003.